# جيمس ديتز
جيمس ديتز (بالإنجليزية: James Dietz)‏ هو رسام أمريكي، ولد في 1946 في سان فرانسيسكو في الولايات المتحدة.